# A New Morning
A New Morning je páté studiové album anglické alternativní rockové skupiny Suede. Bylo vydáno v září 2002 společností Columbia Records.

## Seznam skladeb
| Pořadí | Název                                                            | Autor                                                                 | Délka |
| ------ | ---------------------------------------------------------------- | --------------------------------------------------------------------- | ----- |
| 1.     | Positivity                                                       | Brett Anderson, Richard Oakes, Simon Gilbert, Mat Osman, Neil Codling | 2:56  |
| 2.     | Obsessions                                                       | Anderson, Oakes                                                       | 4:11  |
| 3.     | Lonely Girls                                                     | Anderson, Codling                                                     | 3:13  |
| 4.     | Lost in TV                                                       | Anderson, Osman                                                       | 3:40  |
| 5.     | Beautiful Loser                                                  | Anderson, Alex Lee, Oakes                                             | 3:38  |
| 6.     | Streetlife                                                       | Anderson, Lee                                                         | 2:51  |
| 7.     | Astrogirl                                                        | Anderson, Lee                                                         | 4:35  |
| 8.     | Untitled... Morning                                              | Anderson, Oakes                                                       | 6:01  |
| 9.     | One Hit to the Body                                              | Anderson, Oakes, Codling                                              | 3:07  |
| 10.    | When the Rain Falls                                              | Anderson                                                              | 4:48  |
| 11.    | You Belong to Me“ / „Oceans (skrytá skladba, začíná kolem 13:30) | Anderson                                                              | 17:29 |

## Obsazení
Suede
- Brett Anderson – akustická kytara, perkuse, zpěv
- Simon Gilbert – bicí
- Alex Lee – clavinet, Fender Rhodes, akustická a elektrická kytara, harmonika, klávesy, mellotron, varhany, klavír, syntezátor, doprovodné vokály
- Richard Oakes – clavinet, Fender Rhodes, akustická a elektrická kytara, kytarové efekty, klavír, doprovodné vokály
- Mat Osman – baskytara

Další hudebníci
- Gini Ball – housle
- John Brandham – lesní roh
- Catherine Browning – housle
- Ian Burdge – violoncello
- Gillon Cameron – housle
- Frances Dewar – housle
- Sally Herbert – housle
- Everton Nelson – housle
- Julia Singleton – housle
- Anne Stephenson – housle
- Roy Theaker – housle
- Lucy Wilkins – housle
- Chris Worsey – violoncello